# Daniella Busk
Daniella Busk, född 11 augusti 1993, är en svensk friidrottare. Hon vann SM-guld på damernas 100 meter och 200 meter 2015. Hon tävlar för Malmö AI.

## Karriär
Daniella Busk tävlade på 100 meter vid U23-EM 2013 i Tammerfors men slogs ut i ena semifinalen med tiden 11,81 s. Hon deltog även i stafett 4 x 100 meter tillsammans med Elin Östlund, Hanna Adriansson och Caroline Sandsjoe; laget kom på en sjätteplats (av sju startande).
Busk deltog vid EM i Zürich 2014 men blev utslagen i sitt försöksheat med tiden 11,76 s. Hon deltog också, tillsammans med Irene Ekelund, Isabelle Eurenius och Pernilla Nilsson, i det svenska korta stafettlaget som tog sig till final och där kom på en sjätteplats.
År 2015 deltog Daniella Busk i stafett 4 x 100 meter vid den andra upplagan av IAAF/BTC World Relays som gick av stapeln i Nassau, Bahamas i början på maj. Laget (de andra var Pernilla Nilsson, Isabelle Eurenius och Moa Hjelmer) sprang försöksheatet på 44,81 och gick sedan vidare till B-finalen där de kom sjua med tiden 44,97. Vid U23-EM i Tallinn i juli 2015 deltog Busk dels på 100 meter där hon slogs ut i försöken med 11,84, dels på 200 meter där hon gick vidare från försöken med pesonbästa 23,61. I finalen på 200 meter kom hon dock sist med 24,07 s. Hon utgjorde också ihop med Jessica Östlund, Matilda Hellqvist och Caroline Larsson det svenska korta stafettlaget som tog sig vidare från försöken och sedan i finalen kom på en sjunde och sista plats av de fullföljande lagen.
Efter skadeproblem säsongerna 2016 och 2017 gjorde Daniella Busk comeback 2018.
Vid SM i friidrott 2020 i Uppsala tog hon bronsmedaljen på 100 meter med en tid på 11.74.

## Personliga rekord
| - 100 meter – 11,55 (Skara, Sverige 6 juni 2022) - 100 meter – 11,53 (medvind 2,3 m/s) (Skara, Sverige 6 juni 2014) - 200 meter – 23,61 (Tallinn, Estland 10 juli 2015) - Längd – 5,80 (Helsingborg, Sverige 12 juli 2009) | - 60 meter – 7,54 (Sätra, Sverige 16 februari 2014) - 200 meter – 23,63 (Växjö, Sverige 24 januari 2021) |

### Fotnoter
1. ↑  ”Stafett-SM 2009”. ifgota.se. Arkiverad från originalet den 4 mars 2016. https://web.archive.org/web/20160304103354/http://www.ifgota.se/result/Uploaded/stafettsm09.html. Läst 29 maj 2013.
2. ↑  ”Stafett-SM 2011” (pdf). Arkiverad från originalet den 6 april 2015. https://web.archive.org/web/20150406214723/http://www.proteamonline.se/storage/customers/2202/editor/resultat_2011/Stafett_SM_2011_Res.pdf. Läst 22 maj 2013.
3. 1 2  ”Stafett-SM 2012”. trackandfield.se. http://www.trackandfield.se/resultat/2012/120908_09.htm. Läst 17 april 2013.
4. ↑  ”Stora SM 2013, dag 2”. trackandfield.se. Arkiverad från originalet den 3 september 2013. https://web.archive.org/web/20130903064049/http://www.trackandfield.se/resultat/2013/130830.htm. Läst 2 september 2013.
5. ↑  ”Stora SM 2013, dag 4”. trackandfield.se. Arkiverad från originalet den 4 september 2013. https://web.archive.org/web/20130904001146/http://www.trackandfield.se/resultat/2013/130901.htm. Läst 2 september 2013.
6. ↑  ”Stafett-SM 2013”. huddinge-friidrott.org. Arkiverad från originalet den 4 mars 2016. https://web.archive.org/web/20160304222253/http://www.huddinge-friidrott.org/tavlingar/13/stafettsm/resultat.htm. Läst 29 maj 2013.
7. ↑  ”Stora SM 2014, dag 1” (htm). trackandfield.se. http://www.trackandfield.se/resultat/2014/140801.htm. Läst 21 oktober 2014.
8. ↑  ”Stora SM 2014, dag 3” (htm). trackandfield.se. http://www.trackandfield.se/resultat/2014/140803.htm. Läst 21 oktober 2014.
9. ↑  ”Stafett-SM 2014” (pdf). idrottonline.se. Arkiverad från originalet den 2 april 2015. https://web.archive.org/web/20150402184643/http://www3.idrottonline.se/ImageVaultFiles/id_595198/cf_69694/resultat2014-05-27_2.PDF. Läst 25 mars 2015.
10. ↑  ”Stora SM 2015, dag 1”. trackandfield.se. http://www.trackandfield.se/resultat/2015/150807.htm. Läst 31 oktober 2015.
11. ↑  ”Stora SM 2015, dag 3”. trackandfield.se. http://www.trackandfield.se/resultat/2015/150809.htm. Läst 31 oktober 2015.
12. 1 2  ”Stafett-SM 2015”. smfriidrott.com. Arkiverad från originalet den 24 november 2015. https://web.archive.org/web/20151124055051/http://www.smfriidrott.com/tavling/stafett-sm-2015/resultat. Läst 31 oktober 2015.
13. 1 2  ”Stora SM 2018”. http://www.trackandfield.se/resultat/2018/180824.htm. Läst 5 september 2018.
14. ↑  ”Stafett-SM 2018-05-26/27”. trackandfield.se. http://trackandfield.se/resultat/2018/180526_27.htm. Läst 5 september 2018.
15. ↑  ”Friidrotts-SM 2019 Karlstad”. Arkiverad från originalet den 2 september 2019. https://web.archive.org/web/20190902083413/http://212.247.216.72/friidrott/sm19/result_t.php. Läst 17 september 2019.
16. ↑  ”Stafett-SM 2019-05-25/26”. huddingeais.se. https://data.huddingeais.se/tavling/19/stafettsm/190525.htm. Läst 25 augusti 2019.
17. 1 2 3  ”Resultat: Friidrotts-SM, Uppsala 14‐16.8.20”. friidrottsstatistik.se. https://www.friidrottsstatistik.se/resultsswe.php?CID=12968582&Season=2020. Läst 1 september 2020.
18. ↑  ”Resultat: SM-JSM-USM-VSM Stafett, Göteborg/S 12‐13.9.20 Stafetter”. friidrottsstatistik.se. https://www.friidrottsstatistik.se/resultsswe.php?CID=12970598&Season=2020. Läst 25 november 2020.
19. ↑  ”Friidrotts-SM, Borås 27-29.8.21”. friidrottsstatistik.se. https://www.friidrottsstatistik.se/resultsswe.php?CID=12994166&Season=2021. Läst 29 augusti 2021.
20. ↑  ”SM-JSM-USM-VSM Stafett, Huddinge 31.7-1.8.21”. friidrottsstatistik.se. https://www.friidrottsstatistik.se/resultsswe.php?CID=12993132&Season=2021. Läst 29 augusti 2021.
21. ↑  ”Resultat: SM-JSM-USM-VSM Stafett, Göteborg/S 28‐29.5.22”. friidrottsstatistik.se. https://www.friidrottsstatistik.se/resultsswe.php?CID=13014836&Season=2022. Läst 6 augusti 2022.
22. ↑  ”Resultat: Friidrotts-SM, Norrköping 5‐7.8.22”. friidrottsstatistik.se. https://www.friidrottsstatistik.se/resultsswe.php?CID=13019519&Season=2022. Läst 7 augusti 2022.
23. ↑  ”Stora inne-SM 2010 dag 2, resultat”. friidrott.stockholm.se. http://www.friidrott.stockholm.se/ISM2010/Page.asp?PageIdentifier=RESSONDAG. Läst 19 juli 2012.
24. ↑  ”Stora inne-SM 2012, resultat”. trackandfield.se. http://www.trackandfield.se/Resultat/2012/120218_19.htm. Läst 19 juli 2012.
25. ↑  ”Stora inne-SM 2013, resultat”. trackandfield.se. http://www.trackandfield.se/Resultat/2013/130215.htm. Läst 18 februari 2013.
26. ↑  ”Stora inne-SM 2014 dag 2, resultat”. trackandfield.se. http://www.trackandfield.se/resultat/2014/140223.htm. Läst 29 januari 2015.
27. ↑  ”Inomhus-SM 2019”. liveresults.se. https://liveresults.se/competition/inomhus-sm-2019?tab=results. Läst 17 februari 2019.
28. ↑  ”Resultat: Inomhus-SM, Malmö/A 19‐21.2.21 Inne”. friidrottsstatistik.se. https://www.friidrottsstatistik.se/resultsswe.php?CID=12976657&Season=2021. Läst 23 juli 2021.
29. 1 2 3 4 5 6 7  ”Personsida hos IAAF” (på engelska). iaaf.org. https://www.iaaf.org/athletes/sweden/daniella-busk-252476. Läst 8 oktober 2019.
30. ↑  ”European Athletics U23 Championships - Tampere 2013”. european-athletics.org. http://www.european-athletics.org/competitions/european-athletics-u23-championships/history/year=2013/results/index.html#. Läst 17 oktober 2017.
31. ↑  ”Övriga svenskförmiddagen”. friidrott.se. 12 augusti 2014. Arkiverad från originalet den 26 augusti 2014. https://web.archive.org/web/20140826185434/http://www.friidrott.se/nyheter.aspx?id=17023. Läst 22 mars 2017.
32. ↑  ”EM 5: Tjejkvartetten till final”. friidrott.se. 16 augusti 2014. Arkiverad från originalet den 30 mars 2017. https://web.archive.org/web/20170330004636/http://www.friidrott.se/nyheter.aspx?id=17074. Läst 29 mars 2017.
33. ↑  ”European Athletics Championships - Zürich 2014” (på engelska). european-athletics.org. http://www.european-athletics.org/competitions/european-athletics-championships/history/year=2014/results/index.html. Läst 22 mars 2017.
34. ↑  ”World Relays till helgen: Svenskar på Bahamas”. friidrott.se. 28 april 2015. Arkiverad från originalet den 2 februari 2017. https://web.archive.org/web/20170202034210/http://www.friidrott.se/nyheter.aspx?id=17930. Läst 19 januari 2017.
35. ↑  ”4X100 Metres Relay Women IAAF/BTC World Relays Bahamas 2015 Bahamas Nassau (T. Robinson Stadium), Bahamas 02 May 2015 - 03 May 2015” (på engelska). iaaf.org. https://www.iaaf.org/results/iaaf-world-relays/2015/iaafbtc-world-relays-bahamas-2015-5676/women/4x100-metres-relay/heats/result. Läst 19 januari 2017.
36. ↑  ”WR: Sverige till B-final”. friidrott.se. 4 maj 2015. Arkiverad från originalet den 2 februari 2017. https://web.archive.org/web/20170202034543/http://www.friidrott.se/nyheter.aspx?id=17948. Läst 19 januari 2017.
37. ↑  ”European Athletics U23 Championships - Tallinn 2015”. european-athletics.org. http://www.european-athletics.org/competitions/european-athletics-u23-championships/history/year=2015/results/index.html. Läst 17 oktober 2017.
38. ↑  Åkesson, Richard (26 maj 2018). ”Busk en hundradel från guld i comeback: ”Det är fantastiskt””. Sydsvenskan. https://www.sydsvenskan.se/2018-05-26/busk-en-hundradel-fran-guld-i-comeback-det-ar-fantastiskt. Läst 17 september 2018.
39. 1 2  ”Personsida på European Athletics' webbplats” (på engelska). european-athletics.org. http://www.european-athletics.org/athletes/group=b/athlete=158444-busk-daniella/index.html. Läst 8 oktober 2019.